# Metroul din Harkov
Metroul din Harkiv  (în limba ucraineană: Харківський метрополітен) —  a fost inaugurat la 23 august 1975.  